# Земский собор 1608-1610 годов
Не путать с Земским собором 1610 года.
Земский собор 1608-1610 годов — земский собор (мирской совет, обще сословный совет) работали с 1608 по июль 1610 годах в северных городах Московского государства.

## Предыстория
Основная статья: Смутное время.
Потерпев поражение в борьбе с Лжедмитрием I (1605-1606), на престол вступил царь Василий IV Иванович Шуйский (1606-1610), который пытался поддержать падающее государство. Потеряв надежду справиться с Лжедмитрием II (1606-1610) при помощи обычных воинских сил, Шуйский обратился к северным поморским городам с призывом — отстаивать города от тушинцев своими силами, а если это возможно, то поспешить на помощь Москве. Посланный в Новгород собирать войско, царский племянник князь Михаил Васильевич Скопин-Шуйский, вербуя ратных людей и начав переговоры со шведами, дальновидно вошёл в сношения со всем тяглыми и посадскими людьми Севера, от Перми до Соловок. Рассылая преданных ему лиц по городам и уездам, давал руководящие указания, объединял деятельность городских, уездных и волостных должностных лиц, направляя их в дальнейшем на освобождение Москвы. Результатом этой политики было то, что из многих мест собирались земские рати, снабжённые оружием и провиантом за счёт тягловых общин.  Эти отряды под командованием голов, служилых людей, а иногда и вдовых попов, шли к Москве, с твёрдой решимостью биться с “тушинскими ворами”. В тылу этих отрядов оставались, руководя походами и снабжением войск, собирая новых ратных людей — “Мирские советы”, которые были или обычного состава из старост, сотских и “лучших людей” или являлись советами особого порядка.
Таким советом обычного состава было совещание устюжан, отправивших грамоту к вычегодцам 27 ноября 1608 года. В этой грамоте говорится: “все мирские люди устющане, посадские, старосты и целовальники и волостные крестьяне”, собравшись “на совет”, выслушали от разных людей рассказы о разорении русской земли от литовцев, о появлении якобы царевича князя Дмитрия Ивановича (Лжедмитрий II)  и обложении Вологодского уезда и других мест великими поборами. После обсуждения ситуации, все устюжане, “говорили накрепко, что они креста целовать тому, который называется царём Димирием не хотят”, а “хотят стоять накрепко и людей собирать хотят тотчас со всего Устюжского уезда”. На совете постановили пригласить лучших людей вычегодцев (Соли Вычегодской), человек 5, 6 или 10 “для совета”, а также для того, чтобы, сговорившись, закрепить своё решение крестным целованием, “что нам с вами, а вам с нами, и ожить и умереть вместе”.
Из этой и иных грамот видно, что в Устюге собрался совет, в который вошли: духовенство, служилые люди, посадские, старосты, целовальники и волостные крестьяне, т.е лица обычно собиравшиеся на советы, только предметом обсуждения были исключительные, не хозяйственные дела и вопросы тягловой развёрстки, а вопросы государственные, дипломатические и первостепенной важности — присягать ли царевичем Дмитрию, как отстоять свой город и уезд от нападения врага и оказать помощь Москве.
Наряду с советом в Устюге, подобными советами в северных городах стали появляться советы несколько иного порядка. Прежде всего, это был особенный совет в Вологде, которая служила одним из главных центров земского движения. Зимой 1608-1609 годов в Вологде остановилось много иностранных купцов, а также “лучших людей”, московских гостей, которые ехали с товарами из Архангельска в Москву, но были вынуждены из-за событий в Москве зазимовать в Вологде. Василий Шуйский распорядился, чтобы вологодские воеводы привлекли к обороне города как иноземцев, так и гостей. Выборные из их среды должны были сидеть “с головами и ратными людьми в думе за один”. Так в Вологде образовалась Дума, где сошлись не одни тягловые люди общины, а выступили и представители разных слоёв местного населения, в результате чего образовался общесословный совет.
В течение 1609-1610 годов, когда государственный порядок в стране стал совсем исчезать, подобные общеземские советы начали образовываться по всем крупным городам севера. Их ближайшей задачей была охрана своего города от врагов, но затем наступила более широкая и важная цель: советы отдельных городов задаются целью освободить Москву от воров-казаков и иноземцев, спасти Веру и Отечество “жить и умереть вместе”. Ради этого они вступают в письменные сношения между собой, желая достигнуть обще земского согласия и общими силами двинуться в Москву на врагов. В это время, земские и обще сословные советы городов решали задачи и вопросы, относящиеся к компетенции Боярской думы, московского правительства, освящённого собора (высшего духовенства) и выборных людей, тем самым являясь в усечённом виде Земским собором (совещанием).